# 貴斗志将吏
貴斗志 将吏（たかとし まさおき、1990年4月19日 - ）は、埼玉県越谷市出身で貴乃花部屋に所属していた元大相撲力士。本名は小笠原 将吏（おがさわら まさおき）。身長187cm、体重130kg、血液型はA型。最高位は西幕下3枚目（2014年11月場所）。同じ貴乃花部屋に所属していた貴月芳将匡は双子の兄。

## 経歴
小学5年生で双子の兄（将匡）とともに相撲を始める。その後、兄弟で茨城県の東洋大牛久高校に進学。2008年（平成20年）のインターハイで同校を団体の部初優勝に導く。
高校卒業に合わせて父親の勧めで貴乃花光司が師匠を務める貴乃花部屋に入門。新弟子検査では容姿や身長、体重、取り口も同じであることから親方衆の注目を集める（ただし兄に比べるとやや四つ相撲を好む傾向がある）。2009年（平成21年）1月場所に貴斗志の四股名で貴月芳、貴ノ岩とともに初土俵を踏む。なお、同期生には他に宝富士、皇風、德勝龍、東龍らがいる（ただし4力士とも大学出身なので学年は違う）。
新序出世を果たしてからは7場所連続で勝ち越し、2010年（平成22年）の5月場所では幕下が見える西三段目11枚目まで番付を上げるが、この場所で自身初の負け越しを経験する（貴月芳も同場所で初の負け越し）。7月場所では7戦全勝で三段目優勝を達成。自己最高位を大きく更新し、自身初の幕下となる東幕下23枚目まで番付を上げる。また三段目、幕下と昇進に先を越されていた貴月芳を初めて大きくリードする形になる。しかし、未経験の幕下の土俵ではそれまでの相撲が通用せず4場所連続で負け越し、三段目に陥落する目前となる。迎えた2011年（平成23年）7月場所では幕下の地位で初めて勝ち越し（貴月芳も同時に達成）、9月場所でも5勝2敗の星をあげる。
2014年（平成26年）11月場所は自己最高位の西幕下3枚目に位置し、十両昇進も射程圏内に入ったがこの場所が始まる直前に所属する貴乃花部屋から突如本人の名前が消えた（11月場所は初日から休場扱い）。この場所のNHKの大相撲中継では「幕下東西の3枚目、阿武咲と貴斗志は期待の力士」と紹介されていたが、場所後の11月26日に正式に引退が発表された。貴斗志は「自身の同意なく、師匠の貴乃花に決められた引退」であるとして、2014年12月に日本相撲協会に対し幕下力士としての地位確認などを求める訴訟を起こしたが、2018年2月23日に東京高等裁判所で和解が成立した。
2018年には、元貴月芳と内装解体工事を行う株式会社小笠原組を設立後に独立し、STARS(スターズ)という手壊し専門の解体業の会社の代表を務めている。2019年11月26日に、元貴月芳とともにアマチュア相撲への復帰が承認された。
。
。

## 主な成績
- 通算成績：130勝101敗7休（35場所）
- 各段優勝：三段目優勝1回（2010年7月場所）

### 場所別成績
| | 一月場所 初場所（東京） | 三月場所 春場所（大阪） | 五月場所 夏場所（東京） | 七月場所 名古屋場所（愛知） | 九月場所 秋場所（東京） | 十一月場所 九州場所（福岡） |
| --- | ----------------------- | ----------------------- | ----------------------- | --------------------------- | ----------------------- | --------------------------- |
| 2009年 （平成21年） | （前相撲）              | 西序ノ口24枚目 4–3      | 西序二段103枚目 5–2     | 東序二段51枚目 4–3          | 西序二段11枚目 4–3      | 西三段目93枚目 6–1          |
| 2010年 （平成22年） | 東三段目34枚目 4–3      | 東三段目20枚目 4–3      | 東三段目10枚目 2–5      | 西三段目35枚目 優勝 7–0     | 東幕下23枚目 2–5        | 東幕下33枚目 3–4            |
| 2011年 （平成23年） | 西幕下39枚目 2–5        | 八百長問題 により中止   | 東幕下55枚目 3–4        | 西幕下57枚目 5–2            | 東幕下40枚目 5–2        | 西幕下31枚目 2–5            |
| 2012年 （平成24年） | 西幕下45枚目 3–4        | 東幕下54枚目 4–3        | 東幕下45枚目 3–4        | 西幕下57枚目 4–3            | 東幕下48枚目 5–2        | 西幕下33枚目 4–3            |
| 2013年 （平成25年） | 西幕下26枚目 4–3        | 西幕下19枚目 4–3        | 西幕下13枚目 4–3        | 西幕下10枚目 3–4            | 東幕下17枚目 4–3        | 東幕下13枚目 3–4            |
| 2014年 （平成26年） | 東幕下20枚目 3–4        | 西幕下27枚目 5–2        | 東幕下15枚目 3–4        | 西幕下22枚目 6–1            | 東幕下9枚目 5–2         | 西幕下3枚目 引退 0–0–7      |
| 各欄の数字は、「勝ち-負け-休場」を示す。 優勝 引退 休場 十両 幕下 三賞：敢=敢闘賞、殊=殊勲賞、技=技能賞 その他：★=金星 番付階級：幕内 - 十両 - 幕下 - 三段目 - 序二段 - 序ノ口 幕内序列：横綱 - 大関 - 関脇 - 小結 - 前頭（「#数字」は各位内の序列） |                         |                         |                         |                             |                         |                             |